# 弗里蒙特鎮區 (愛荷華州布雷默縣)
弗雷蒙特鎮區（英語：Fremont Township）是位於美國愛荷華州布雷默縣的一個行政鎮區。

## 地方資料
根據2010年美國人口普查的數據，弗雷蒙特鎮區的面積為95.37平方千米，當中陸地面積為94.74平方千米，而水域面積為0.63平方千米。當地共有人口1709人，而人口密度為每平方千米17.92人。